# Sud Aviation
«Сюд Авиасьо́н» (Sud Aviation) — ныне не существующая французская авиастроительная фирма.
Возникла 1 марта 1957 года в результате объединения авиапредприятий SNCASE (Sud-Est) и SNCASO. Прекратила своё существование в 1970 году в результате слияния с государственными предприятиями Nord Aviation и Société d'études et de réalisation d’engins balistiques (SÉREB), в результате чего возникла компания Aérospatiale. После слияния большая часть разработок Sud Aviation выпускалась под маркой Aérospatiale.

## Продукция

### Самолёты
- Caravelle
- Concorde (совместно с British Aircraft Corporation)
- Vautour II
- SE.116 Voltigeur
- T-28 Trojan

### Вертолёты
- SA 315B Lama
- SA 316/SA 319 Alouette III
- SA 321 Super Frelon
- SA 330 Puma
- SA 341/SA 342 Gazelle